# Makoto Yukimura
Makoto Yukimura (jap. 幸村 誠 Yukimura Makoto; ur. 8 maja 1976 w Jokohamie) – japoński mangaka, znany przede wszystkim z serii Saga winlandzka.

## Biografia

### Wczesne życie
Yukimura uważał się za wyluzowane dziecko w szkole. Pierwszą mangą, jaką przeczytał, był Dr. Slump autorstwa Akiry Toriyamy w wieku 5 lat. Szczególne wrażenie zrobiła wtedy na nim okładka. Następnie, ku swojemu zaskoczeniu, obejrzał anime, ponieważ nie widział potrzeby powtarzania historii. Kiedy Yukimura skończył 16 lat wpadł na pomysł zostania mangaką. We wczesnym okresie życia Yukimura prawie zginął w dwóch wypadkach samochodowych. Te wydarzenia zmusiły go do przemyślenia swojego podejścia do życia. Uważał, że nie był zbyt towarzyski i zaniedbywał lekcje w dzieciństwie. Jedyną rzeczą, którą regularnie zapisywał w swoim notesie, była manga. Ukończył studia na Uniwersytecie Chuo i Liceum Suginami. W odróżnieniu od innych uczniów, Yukimura bez większych trudności ukończył szkołę, choć wspomina pewne krótkotrwałe momenty niepewności. Jego rodzice byli zaniepokojeni jego szkolnym kryzysem oraz brakiem zainteresowania rozwojem osobistym i przyszłą pracą. Sytuacja zmieniła się, gdy miał okazję uczyć się od nauczyciela literatury, który wykorzystywał twórczość Michaela Ende, znanego z powieści Nie kończąca się historia, na swoich zajęciach.
Yukimura po raz pierwszy poczuł inspirację do zostania mangaką, kiedy jako chłopiec przeczytał Pięść Gwiazd Północy. Wyjaśnił, że zawsze chciał stworzyć serię, która odzwierciedlałaby te same motywy „siły i sprawiedliwości”. Jednak miał wątpliwości co do realizacji tego marzenia z powodu słabszych umiejętności w nauce. Ostatecznie zaczął studiować mangę w wieku 16 lat, a dwa lata później został zatrudniony jako asystent. Jego rodzice przekonali go, aby najpierw ukończył szkołę średnią. Do momentu debiutu nigdy nie próbował rysować mangi samodzielnie. Po ukończeniu studiów w wieku 22 lat poznał Kaijiego Kawaguchiego, który odkrył jego potencjał do zostania mangaką. Poznał również Daia Morimurę, który nauczył go rysowania mangi i znalezienia własnego stylu zamiast naśladowania innych. Yukimura ożenił się podczas pracy jako asystent, otrzymując jednocześnie wsparcie ze strony małżonki. W odniesieniu do swojej rodziny, Yukimura wspomniał, że ma dwoje dzieci, z których drugie urodziło się w 2006 roku. Wraz z późniejszymi narodzinami kolejnego dziecka, artysta ujawnił, że wszystkie trzy są chłopcami, ale martwił się o ich zdrowie.

### Kariera
Yukimura zadebiutował mangą hard science fiction Planetes, wydawaną w magazynie Morning w latach 1999–2004, która została zaadaptowana na 26-odcinkowy serial anime wyprodukowany przez studio Sunrise. Wcześniej pracował jako asystent Shina Morimury.
Obecnie mangaka pracuje nad serią Saga winlandzka, która była najpierw publikowana w magazynie Shūkan Shōnen Magazine, a następnie przeniesiona do miesięcznika Afternoon z powodu problemów z tempem wydawania. Inspiracją dla niego był serial anime Wickie, syn wikingów, który oglądał jako dziecko, co wywołało w nim fascynację wikingami. Za pracę tę otrzymał w 2009 roku główną nagrodę Japan Media Arts Festival w kategorii manga. W 2010 roku był gościem Międzynarodowego Festiwalu Komiksu w Angoulême. W lipcu 2021 roku manga rozeszła się w nakładzie ponad 5,5 miliona egzemplarzy. Choć seria wyróżnia się ilością przemocy zwykle powodowanej przez wikingów, Yukimura twierdził, że nienawidzi tej koncepcji. W wyniku tego, kluczowym aspektem w tworzeniu historii było oderwanie się od jego współczesnego poczucia moralności.
Manga została również zaadaptowana na serial anime wyprodukowany przez Wit Studio. Za produkcję drugiego sezonu odpowiadało studio MAPPA. Yukimura pochwalił anime za rozwiązanie problemów z tempem mangi i dodanie nowych treści.
W sierpniu 2022 Yukimura stworzył crossover mangi z grą komputerowej Assassin's Creed Valhalla, w której bohater Sagi winlandzkiej Thorfinn spotyka Eivora, przywódcę Walhalli.
W lipcu 2023 roku Yukimura po raz pierwszy pojawi się na amerykańskim konwencie San Diego Comic-Con.

## Twórczość
- Planetes (jap. プラネテス Puranetesu) (1999–2004)
- Sayōnara ga chikai node (jap. さようならが近いので) (2004, one-shot)
- Saga winlandzka (jap. ヴィンランド・サガ Vinrando saga) (od 2005)